# Gravina di Catania
Gravina di Catania là một đô thị ở tỉnh Catania trong vùng Sicilia, có khoảng cách khoảng 160 km về phía đông nam của Palermo và cách khoảng 6 km về phía bắc của Catania. Tại thời điểm ngày 31 tháng 12 năm 2004, đô thị này có dân số 28.068 người và diện tích là 5,0 km².
Gravina di Catania giáp các đô thị: Catania, Mascalucia, Sant'Agata li Battiati, Tremestieri Etneo.